# Sida monteiroi
Sida monteiroi är en malvaväxtart som beskrevs av Antonio Krapovickas. Sida monteiroi ingår i släktet sammetsmalvor, och familjen malvaväxter. Inga underarter finns listade i Catalogue of Life.